# Ди, Черри
Черри Ди (англ. Cherry Dee), настоящее имя Черри Даниэлла Андреа Фрэмптон (англ. Cherry Daniella Andrea Frampton, родилась 11 июня 1987 в Бакли, графство Флинтшир, Уэльс) — британская фотомодель валлийского происхождения, снимавшаяся для ряда мужских журналов, газет и сайтов.

## Биография
В детстве Черри была участницей ряда конкурсов красоты, в подростковом возрасте попала в модельный бизнес. Играла роль маскота футбольной команды «Бакли Таун». 10 августа 2003 в возрасте 16 полных лет она снялась топлесс для газеты The Daily Sport, что вызвало скандал и привело к отстранению Черри от роли маскота. 8 января 2004 на телеканале HTV Wales вышел документальный фильм «На грани» (англ. On the Edge), посвящённый скандальному началу карьеры Черри.
1 мая 2004 был принят закон, по которому минимальный возраст для подобных съёмок стал составлять не 16, а 18 лет, что вынудило Черри остановить свою карьеру до 18-летия и убрать со своего официального сайта все топлесс-съёмки. После возобновления карьеры СМИ сообщили, что она застраховала свою грудь на 1 миллион фунтов стерлингов. За свою карьеру Черри снималась для журналов Fast Car, Fit For Men и Nuts, газет-таблоидов The Sun, Daily Star и The Daily Sport, а также ряда интернет-сайтов, но при этом ограничивалась топлесс-съёмками, не переходя к полному стилю ню.
В августе 2007 года Челси объявила об уходе из модельного бизнеса и планах заняться благотворительной деятельностью в помощь Африке. В декабре 2009 года в интервью она объяснила, что завершение модельной карьеры отчасти было вызвано начавшейся наркотической зависимостью, которая была спровоцирована ещё многочисленными откровенными снимками. Вскоре Челси вернулась домой в Уэльс и устроилась работать в доме престарелых.